# Де Ровер, Лизанна
Лизанна Фрейя де Ровер (нидерл. Lisanne Freya de Roever; род. 6 июня 1979, Амстелвен, Северная Голландия) — нидерландская хоккеистка на траве, вратарь; олимпийская чемпионка 2008 года, чемпионка мира 2006 года, чемпионка Европы 2005 года и трижды обладательница Трофея чемпионов.

## Биография
Выступала за клуб «Кампонг». Дебютировала за сборную Нидерландов в 2001 году. Дважды участница Олимпийских игр: серебряный призёр 2004 года и чемпионка 2008 года. Чемпионка мира 2006 года и серебряный призёр чемпионата мира 2002 года. Трижды победительница Трофея чемпионов (2004, 2005, 2007), там же завоевала одну серебряную и три бронзовые медали. Сыграла более 100 матчей за сборную Нидерландов.